# بیندا
بیندا (به انگلیسی: Binda) یک شهرک در استرالیا است که در نیو ساوت ولز واقع شده‌است.
این شهرک حدود ۱۷ کیلومتری شمال غربی کروک‌ول در شهرستان جورجیا است. دیگر شهرها یا مکان‌های نزدیک عبارت است از:
- کروکت کورنر
- پیل‌وود
- رد گراوند
- ویو
- ناراوا شمالی